# Shelley McNamara
Shelley McNamara (sinh năm 1952 tại Lisdoonvarna, hạt Clare, Ireland) là một người Ireland kiến trúc sư và giáo sư. Bà thành lập Grafton Architects với Yvonne Farrell vào năm 1978. Grafton bắt đầu nổi tiếng vào đầu những năm 2010, chuyên về các tòa nhà trông vẻ cứng đờ, nặng nề nhưng rộng rãi cho các trường đại học. McNamara đã dạy kiến trúc tại University College, Dublin từ năm 1976 và tại một số trường đại học khác.
Công trình của Grafton được trao năm 2020 Huy chương Vàng Hoàng gia và tòa nhà của họ cho Đại học de Ingeniería y Tecnología ở Lima, Peru, đã được trao Giải thưởng quốc tế năm 2016 RIBA, là tòa nhà mới tốt nhất thế giới năm đó. McNamara và Farrell cùng nhận giải Pritzker năm 2020, giải thưởng cao nhất về kiến trúc.